# (464203) 2015 BC87
(464203) 2015 BC87 es un asteroide perteneciente al cinturón de asteroides, descubierto el 23 de mayo de 2006 por el equipo Spacewatch desde el Observatorio Nacional de Kitt Peak (Arizona, Estados Unidos).